# Ilse Losa
Ilse Lieblich Losa (nume la naștere Ilse Lieblich, n. 20 martie 1913, Buer⁠(d), Regatul Prusiei, Imperiul German – d. 6 ianuarie 2006, Porto, Portugalia) a fost o scriitoare portugheză de origine evreiască.

## Biografie
S-a născut într-un sat din apropiere de Hanovra, în Germania, în familia lui Arthur Lieblich (decedat în 1930, fiul lui Josef Lieblich, care a murit în 1921, și al soției lui, Jenny, și fratele lui Julius, Hedwig și Willy Liebklich) și a soției lui, Hedwig Hirsch (decedată în 1936). A urmat liceul la Osnabrück și Hildesheim, iar mai târziu Institutul Comercial din Hanovra.
Temându-se să nu fie trimisă de Gestapo într-un lagăr de concentrare din cauza originii sale iudaice, a părăsit țara natală în 1930 împreună cu mama ei și cu frații Ernst (născut în iunie 1914) și Fritz. S-a mutat mai întâi la Anglia unde a avut primul contact cu copiii, lucrând într-o grădiniță. A imigrat în Portugalia în 1934, stabilindu-se în orașul Porto, unde s-a căsătorit, în anul 1935, cu arhitectul Arménio Taveira Lespede, dobândind cetățenia portugheză. Fratele ei Fritz s-a căsătorit, de asemenea, cu o portugheză, Florisa Estelita Gonçalves, cu care a avut două fiice, Silvia Gonçalves Lieblich și Angela Gonçalves Lieblich.
În 1943 s-a născut prima sa fiică, Margarida Lieblich Losa (care a murit în ianuarie 1999), a publicat prima sa carte: „O mundo em que vivi” și de atunci, și-a dedicat viața traducerii și scrierii de literatură pentru copii, fiind distinsă în 1984 cu „Marele Premiu Gulbenkian” pentru întreaga sa operă pentru copii. A mai avut o fiică, Alexandra Lieblich Losa. În 1998 a primit „Gran Premio de Crónica” al APE (Associação Portuguesa de Escritores) pentru cartea À Flor do Tempo. A colaborat la diverse ziare și reviste germane și portugheze, iar scrierile sale au fost incluse în mai multe antologii ale autorilor portughezi și a colaborat la alcătuirea și traducerea unor antologii ale scriitorilor portughezi în limba germană. I-a tradus din germană în portugheză pe unii dintre cei mai cunoscuți scriitori.

## Scrieri

### Romane
- O mundo em que vivi (1949)
- Histórias quase esquecidas (1950)
- Grades brancas (1951) 56 pp.
- Rio sem ponte (1952)
- Aqui havia uma casa (1955)
- Sob céus estranhos (1962) ISBN 972-42-2222-5, ISBN 978-972-42-2222-6 182 pp.
- Encontros no outono (1965)
- O barco afundado (1979)
- Um artista chamado Duque (1990)
- Caminhos sem destino (1991)
- Silka

### Literatură pentru copii
- Faísca conta a sua história (1949)
- A flor azul (1955)
- Na quinta das cerejeiras (1984)
- Estas searas (1984)
- A visita do padrinho (1989)
- Beatriz e o plátano (1976)
- O rei rique e outras histórias
- O Quadro Roubado

### Cronici
- Ida e volta, à procura de Babbitt (1959)
- À flor do tempo (1997)

## Onoruri
- 9 iunie 1995: a fost numită comandor al Ordinului Infantelui Don Enrique.
- Crucea Federală de Merit.[8]

### Premii
- 1982: premiul Fundației Gulbenkian pentru cartea Na Quinta das Cerejeiras
- 1984: Marele Premiu Gulbenkian pentru întreaga operă
- 1989: Premiul Buzduganul de Aur al Bienalei Internaționale de la Bratislava, pentru povestea Silka.[9]